# Firmenich
Firmenich était une entreprise suisse de création de fragrances et d'arômes fondée à Genève (Suisse) en 1895. En mai 2023, la compagnie intègre le groupe DSM-Firmenich à la suite de l'entrée en vigueur de la fusion avec l'entreprise néerlandaise DSM.

## Histoire

### Débuts
La compagnie est fondée le 1er novembre 1895 à Genève, où elle a toujours son siège social, par le chimiste suisse Philippe Chuit (1866-1939) et le négociant en gros Jean-Martin Naef (de) (1869-1954), et porte le nom de Chuit & Naef. Elle s'installe dans le quartier de La Servette à proximité du jardin de Charles Firmenich (1847-1934), représentant à Genève de la fabrique allemande de colorants Bayer AG. La fille de Charles, Thérèse (1875-1968), fait la rencontre de Chuit et l'épouse quelques années plus tard le 22 septembre 1900, créant des liens entre les deux familles. En 1897, la production est déplacée dans la nouvelle usine construite dans le quartier de La Jonction (La Queue d'Arve) et les bureaux suivent en 1900. Fred Firmenich (1874-1953), fils de Charles et frère de Thérèse, se joint à l'affaire le 1er janvier 1900, après des études au Royaume-Uni, devient l'associé majoritaire de l'entreprise et prend en charge le développement commercial de l'entreprise. Chuit se retire en 1910 de la gérance, tout en restant à la tête de la recherche scientifique jusqu'en 1931. La compagnie change alors de nom pour Naef & Cie. En 1933, Naef se retire de la compagnie et c'est Fred Firmenich qui reprend les commande. L'année suivante, la compagnie est rebaptisée Firmenich & Cie. Après son propre départ à la retraite en 1943, sa descendance assure sa succession.
En 1952, la compagnie fait l'acquisition des Usines de l'Allondon SA à La Plaine, une concurrente, dont les installations fonctionnent comme atelier-pilote à partir de 1962. L'usine de La Jonction se développe progressivement et une nouvelle usine est inaugurée en 1976 à Meyrin-Satigny.
En 1986, la compagnie rachète une société américaine, Chem Fleur. En 1995, elle ouvre une usine en Chine dans le cadre d'une joint-venture, son premier site de production dans ce pays.

### Histoire récente
Le 14 juin 2017, l'entreprise annonce le rachat de son concurrent nord-américain Agilex Fragrances pour un montant non dévoilé. Le rachat est finalisé le 11 juillet 2017.
Le 13 décembre 2017, Firmenich acquiert le spécialiste sud-africain des parfums Flavourome avec pour objectif "d'accélérer la croissance de ses activités en Afrique en obtenant un accès direct aux clients".
En novembre 2017, la société inaugure un site de production et centre de compétences au Brésil pour fabriquer des arômes en capsule.
En septembre 2019, l'entreprise annonce acquérir 17 % de la société Robertet, pour un montant d'environ 274 millions d'euros. Une opération lui donne 9 % de droits de vote.
En mars 2020, Firmenich annonce l'acquisition de DRT, entreprise landaise spécialisée dans les dérivés de la résine du pin, pour 1,7 milliard d'euros.
En mai 2022, la société annonce fusionner « entre égaux » avec le groupe néerlandais DSM spécialisé dans la santé et la nutrition pour créer un géant mondial. La fusion est effective en mai 2023.

## Activité

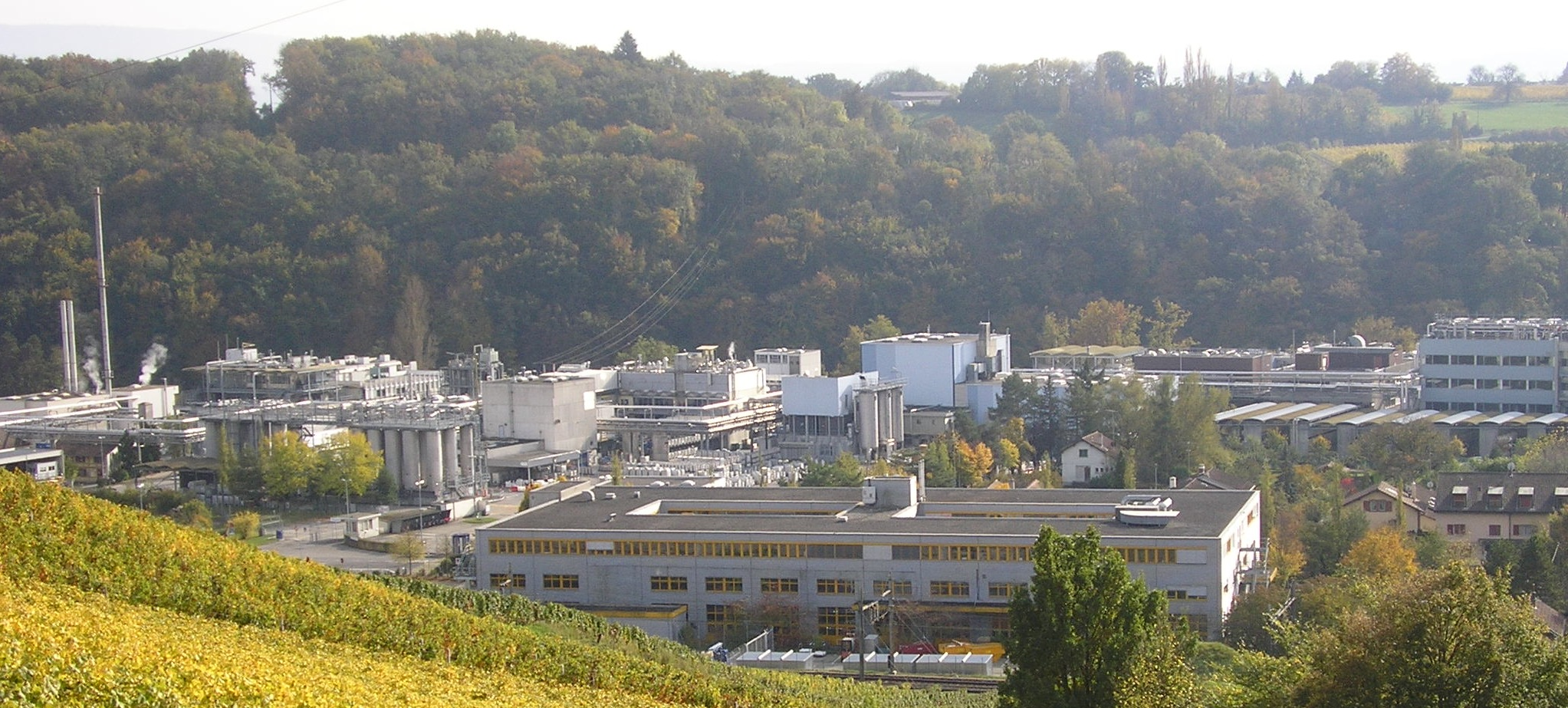
Site de La Plaine à Genève

Toujours en mains familiales, Firmenich s'est acquis une réputation mondiale dans son domaine et dispose de 46 usines, d'une cinquantaine de sociétés et de 23 filiales réparties sur tous les continents. Elle emploie en 2020 quelque 10 000 personnes dans le monde. Le chiffre d'affaires atteint alors 4,3 milliards de francs suisses.
À l'origine destiné à la production et à la synthèse de parfums, fournisseur des grands noms de la parfumerie  tels Jacques Guerlain, François Coty ou Ernest Daltroff, Firmenich s'engage dans la fabrication d'arômes synthétiques en créant un substitut de framboise en 1938, suivi par des substituts de citron et de fraise. De multiples saveurs suivent alors que l'arôme de synthèse est de plus en plus demandé par l'industrie agro-alimentaire.
Depuis lors, Firmenich est devenu un leader du marché mondial de la parfumerie et des arômes juste derrière Givaudan, une autre entreprise genevoise cotée au SMI. Firmenich fait partie des sept membres réguliers de l'Association internationale du parfum (IFRA).L'entreprise a également créé en 2001 un site internet sur les parfums, Osmoz, revendu en 2015,.
En 2021, le groupe détient 46 usines et sa production serait utilisée par 4 milliards de personnes chaque jour.
En 2022, le groupe Firmenich s'associe au groupe néerlandais DSM pour créer DSM-Firmenich. Les actionnaires de DSM détiendront au départ 65,5% de DSM-Firmenich et les différents actionnaires de Firmenich posséderont les 34,5% restants

## Noms successifs
- 1895 : Chuit & Naef (société en nom collectif)
- 1898 : Chuit, Naef & Cie (société en commandite)
- 1910 : Naef & Cie (société en commandite, société en nom collectif en 1923 et société anonyme en 1927)
- 1934 : Firmenich & Cie
- 1972 : Firmenich SA
- 2023 : DSM-Firmenich

## Dirigeants
Patrick Firmenich, arrière-arrière-petit-fils de Charles, a été PDG de l'entreprise entre le 1er juillet 2002 et octobre 2014. Il succédait ainsi à son oncle Pierre-Yves Firmenich (1989-2002) et à son père Fred-Henri Firmenich (1973-1989). C'est la 4e génération aux commandes de la société qui s'est ouverte de longue date à des concours extérieurs en Suisse et à l'étranger.  Gilbert Ghostine a succédé le 1er octobre 2014 à Patrick Firmenich, qui a pris les fonctions de vice-président du conseil d'administration et celles de président en 2016.
En février 2018, le conseil d'administration est composé de :  Michel Firmenich, Richard Ridinger, Antoine Firmenich, Barbara Kux (Vice-Présidente), Patrick Firmenich (Président), Karen Jones, Ajai Puri, Pierre Bouchut et André Pometta. Gilbert Ghostine était le CEO du groupe depuis octobre 2014, jusqu’à la fusion de Firmenich et de DSM. Il est remplacé par Dimitri De Vreeze, ancien CEO de l‘entreprise DSM.